# Симпозиум (издательство)
«Симпо́зиум» (или «Symposium») — петербургское книжное издательство. Основано в 1994 году. Специализируется на публикации иностранной литературы XX — начала XXI века.

## Деятельность издательства
«Симпозиум» впервые издал на русском романы Пола Боулза, Дугласа Коупленда, Томаса Пинчона, Ромена Гари, Эльфриды Елинек, Умберто Эко, Петера Хёга и других авторов. Усилия издательства по переводу и публикации книг французских авторов, таких как Антонен Арто, Гийом Аполлинер, Борис Виан и Ромен Гари, в 2001 году были отмечены почётным дипломом программы «Пушкин» министерства иностранных дел Франции. В рамках данной культурной инициативы «Симпозиум» выпустил сборник философской эссеистики Эмиля Чорана «После конца истории». Русской литературы «Симпозиум», как правило, не издаёт — делая исключение для прозы Асара Эппеля и Саши Соколова.
В 1997—2001 годах в «Симпозиуме» вышло в свет десятитомное собрание сочинений Владимира Набокова — американский период (в 5 томах) и русский период (в 5 томах) — наиболее полное и авторитетное издание произведений писателя на русском языке. Литературный критик Андрей Немзер высоко оценил «набоковский проект» издательства: «Кажется, ни один классик XX века ещё не издан с таким тщанием, артистизмом и таким вниманием к просвещённому ценителю словесности, как Набоков-Сиринъ». При поддержке государства издательство осуществило другой крупный культурный проект — в России впервые увидело свет полное собрание сочинений Сигизмунда Доминиковича Кржижановского, подготовленное историком литературы Вадимом Перельмутером. Оценивая первые три тома издания, которые включили в себя весь корпус художественной прозы писателя, литературовед Виктор Куллэ отметил, что они «по своей фундаментальности ничуть не уступают фундаментальному „симпозиумовскому“ же Набокову».
C 1995 по 2008 год коммерческим директором издательства был Максим Амелин.

## Книжные серии
В разные годы у издательства существовало несколько книжных серий:
- Ex Libris — произведения классиков зарубежной литературы XX века. Более не издается (последняя книга серии вышла в 2004 году). Включала в себя издание собраний сочинений отдельных авторов.
- Omnia — книги карманного формата в твёрдом переплёте самого широкого круга авторов. Более не выходит.
- Fabula Rasa — современная иностранная литература.
- IQ — литературно-философская критика и эссеистика.
- Сфера — двуязычные издания переводной поэзии (Джон Донн, Георг Тракль, Эмили Дикинсон, etc).
- Ö (Австрийская библиотека в Санкт-Петербурге) — современная австрийская интеллектуальная литература. Серия выходит при содействии культурных организаций и Министерства иностранных дел Австрийской республики.